# Jay Bothroyd
Jay Bothroyd (ur. 5 maja 1982 w Londynie) – angielski piłkarz występujący na pozycji napastnika, zawodnik japońskiego klubu Hokkaido Consadole Sapporo. Były reprezentant Anglii.

## Życiorys

### Kariera klubowa

#### Coventry City
Początkowo był w szkółce piłkarskiej w Arsenalu, w wieku osiemnastu lat został sprzedany do Coventry City. Mimo że nigdy nie zagrał meczu w pierwszej drużynie Arsenalu kosztował Coventry 1,5 miliona funtów. Dołączył do klubu w dniu 13 lipca 2000. Debiutował w lidze 4 listopada 2000 w przegranym 2:1 meczu z Manchesterem United. W ciągu trzech lat w Coventry, zdobył siedemnaście goli w sumie, mimo niezbyt dobrych występów w pierwszym sezonie.

#### Cardiff City
30 września 2008 Bothroyd zdobył swoją pierwszą bramkę dla klubu w meczu przeciwko Coventry City (2:1). Zdobył również dwa gole w zremisowanym 2:2 meczu w Watford. 23 maja 2011 Bothroyd opuścił Cardiff City po nieporozumieniu się z klubem w sprawie nowej umowy.

#### Queens Park Rangers
Bothroyd podpisał dwuletni kontrakt z Queens Park Rangers dnia 12 lipca 2011. W sezonie 2011/2012 rozegrał 21 spotkań i strzelił 2 bramki w Premier League

#### Sheffield Wednesday
31 sierpnia 2012 roku został na pół roku wypożyczony do Sheffield Wednesday.

### Kariera reprezentacyjna
13 listopada 2010 Jay Bothroyd został powołany do reprezentacji Anglii na mecz towarzyski z Francją. Wszedł jako zmiennik mecz zakończył się porażką 2-1.

## Statystyki

### Klubowe
stan na 30 kwietnia 2012
| Klub                      | Sezon           | Liga  | Liga | Puchar | Puchar | Puchar ligi | Puchar ligi | Inne  | Inne | Razem | Razem |
| Klub                      | Sezon           | Mecze | Gole | Mecze  | Gole   | Mecze       | Goles       | Mecze | Gole | Mecze | Gole  |
| ------------------------- | --------------- | ----- | ---- | ------ | ------ | ----------- | ----------- | ----- | ---- | ----- | ----- |
| Coventry City             | 2000–01         | 8     | 0    | 1      | 0      | 1           | 0           | 0     | 0    | 10    | 0     |
| Coventry City             | 2001–02         | 31    | 6    | 1      | 0      | 2           | 0           | 0     | 0    | 34    | 6     |
| Coventry City             | 2002–03         | 33    | 8    | 3      | 1      | 3           | 2           | 0     | 0    | 39    | 11    |
| Coventry City             | Łącznie         | 72    | 14   | 5      | 1      | 6           | 2           | 0     | 0    | 83    | 17    |
| Perugia                   | 2003–04         | 26    | 5    | 1      | 1      | 0           | 0           | 7     | 1    | 34    | 6     |
| Perugia                   | 2004–05         | 2     | 0    | 0      | 0      | 0           | 0           | 0     | 0    | 2     | 0     |
| Perugia                   | Łącznie         | 28    | 5    | 1      | 1      | 0           | 0           | 7     | 1    | 36    | 6     |
| › Blackburn Rovers (wyp.) | 2004–05         | 11    | 1    | 1      | 0      | 1           | 0           | 0     | 0    | 13    | 1     |
| Charlton Athletic         | 2005–06         | 18    | 2    | 4      | 2      | 3           | 1           | 0     | 0    | 25    | 5     |
| Charlton Athletic         | Łącznie         | 18    | 2    | 4      | 2      | 3           | 1           | 0     | 0    | 25    | 5     |
| Wolverhampton Wanderers   | 2006–07         | 33    | 9    | 0      | 0      | 0           | 0           | 2     | 0    | 35    | 9     |
| Wolverhampton Wanderers   | 2007–08         | 22    | 3    | 3      | 1      | 0           | 0           | 0     | 0    | 25    | 4     |
| Wolverhampton Wanderers   | Łącznie         | 55    | 12   | 3      | 1      | 0           | 0           | 2     | 0    | 60    | 13    |
| › Stoke City (wyp.)       | 2007–08         | 4     | 0    | 0      | 0      | 0           | 0           | 0     | 0    | 4     | 0     |
| Cardiff City              | 2008–09         | 39    | 12   | 3      | 0      | 2           | 0           | 0     | 0    | 44    | 12    |
| Cardiff City              | 2009–10         | 40    | 11   | 3      | 1      | 2           | 1           | 3     | 0    | 48    | 13    |
| Cardiff City              | 2010–11         | 37    | 18   | 0      | 0      | 2           | 2           | 2     | 0    | 41    | 20    |
| Cardiff City              | Łącznie         | 120   | 41   | 6      | 1      | 6           | 3           | 5     | 0    | 137   | 45    |
| Queens Park Rangers       | 2011–12         | 17    | 2    | 2      | 0      | 1           | 0           | 0     | 0    | 20    | 2     |
| Queens Park Rangers       | Łącznie         | 17    | 2    | 2      | 0      | 1           | 0           | 0     | 0    | 20    | 2     |
| Kariera łącznie           | Kariera łącznie | 321   | 77   | 22     | 6      | 17          | 6           | 14    | 1    | 374   | 90    |